# Labská Stráň
Labská Stráň (deutsch Elbleiten) ist eine Gemeinde in Tschechien. Sie liegt sieben Kilometer nördlich des Stadtzentrums von Děčín in der Böhmischen Schweiz und gehört zum Okres Děčín.

## Geographie

### Geographische Lage
Labská Stráň befindet sich rechtsseitig über dem Elbtal auf der Binsdorfer Hochebene (Zappenland), die nördlich von der Klamm der Suchá Kamenice (Dürrkammnitz) durchschnitten wird.

### Nachbarorte
Nachbarorte sind Hřensko im Norden, Janov im Nordosten, Růžová im Osten, Arnoltice und Bynovec im Südosten, Podskalí im Süden sowie jenseits der Elbe Dolní Žleb im Westen.
|                           | Hřensko (Herrnskretschen)                   |                      |
| Hřensko (Herrnskretschen) | Kompassrose, die auf Nachbargemeinden zeigt | Růžová (Rosendorf)   |
|                           | Ludvíkovice (Loosdorf)                      | Arnoltice (Arnsdorf) |

## Geschichte
Das  Dorf entstand um 1400 auf einer Rodungsfläche in den Wäldern des Elbsandsteingebirges. Erstmals urkundlich erwähnt wurde der zur Herrschaft Scharfenstein gehörige Ort 1467 als Hinteres Neudorf. Bis ins 17. Jahrhundert wurde er als Neudorf bezeichnet und erst im Laufe des 18. Jahrhunderts setzten sich die Bezeichnung Elbleuten bzw. Elbleiten allmählich durch. Seine Bewohner lebten von der Land- und Forstwirtschaft.
Während der Herrschaft der Familie von Salhausen erfolgte eine Besitzteilung und Elbleuten kam zur neuen Herrschaft Binsdorf. 1612 erwarben die Kaunitz den Besitz und 1614 folgten die Grafen Kinsky.
Nach der Ermordung Wilhelm Graf Kinskys in der Mordnacht von Eger wurde dessen Besitz 1634 konfisziert.
Neuer Besitzer der Herrschaft Binsdorf wurde der kaiserliche Generalfeldmarschall Johann von Aldringen und seine Nachfolger, die Grafen Clary-Aldringen hielten sie bis zur Ablösung der Patrimonialherrschaften im Jahre 1848.
Über dem Elbtal ließ Franz Karl von Clary-Aldringen zwischen 1701 und 1711 eine Aussichtsterrasse mit künstlicher Grotte anlegen, zu der von Südosten er eine schnurgerade Allee von Schloss Binsdorf führte. Dieser als Belvedere bezeichnete Aussichtspunkt liegt 158 m über dem Elbspiegel und gilt als der älteste der Böhmischen Schweiz. Auf dem Belvedere wurden fortan Theateraufführungen und andere Feste für die Gäste des Grafen veranstaltet.
Nach dem Brand des Schlosses Binsdorf im Jahre 1790 verlegten die Clary-Aldringen ihren Sitz in das aufstrebende Kurbad Töplitz. Auf dem Belvedere wurden nun Volksfeste veranstaltet und nach der Palmsonntagsprozession erfolgte der feierliche Wurf der Smrtka ins Elbtal.
1833 bestand Elbleiten aus 59 Häusern und hatte 435 Einwohner. 1839 wurde das Belvedere umgestaltet und erhielt einen zweiten Zugang. Anstelle der Theatermaske an der Arkade zur Grotte fertigte der Elbleitener Steinmetz Johann Hegenbarth einen Wappenstein der Grafen Clary-Aldringen. 1841 entstand am Belvedere ein hölzernes Gasthaus, das bis 1857 bestand. In den Jahren 1888 bis 1889 entstand am Belvedere ein festes Wirtshaus mit Unterkünften. Baumeister war Eduard Hegenbarth aus Elbleiten, ein Bruder des Malers Josef Hegenbarth.

## Kultur und Sehenswürdigkeiten
- Aussichtspunkt Belvedér mit Gasthaus